# Pouteria squamosa
Pouteria squamosa là một loài thực vật thuộc họ Sapotaceae. Loài này có ở Guatemala và México.